# La Dernière Vie de Simon
Pour plus de détails, voir Fiche technique et Distribution.
La Dernière Vie de Simon est un film franco-belge coécrit et réalisé par Léo Karmann, sorti en 2019.

## Synopsis
À 8 ans, Simon est orphelin et souhaite trouver une famille d'accueil. Il possède un pouvoir : prendre l'apparence des personnes qu'il a déjà touchées.

## Fiche technique
- Titre : La Dernière Vie de Simon
- Titre international : Simon's Got a Gift
- Réalisation : Léo Karmann
- Scénario : Léo Karmann et Sabrina B. Karine
- Musique : Erwann Chandon
- Photographie : Julien Poupard
- Montage : Olivier Michaut-Alchourroun
- Sociétés de production : Geko Films, Wrong Men North, Belga Productions
- Société de distribution : Jour2Fête
- Budget : 1,9M €
- Pays de production :  France /  Belgique[1]
- Langue originale : français
- Format : couleur — 2,39:1
- Genre : fantastique
- Durée : 103 minutes
- Dates de sortie :
  - France : 24 août 2019 (Festival du film francophone d'Angoulême) ; 5 février 2020 (sortie nationale)
- Classification :
  - France : tous publics

## Distribution
- Benjamin Voisin : Simon
- Martin Karmann : Thomas Durant
- Camille Claris : Madeleine Durant
- Nicolas Wanczycki : Jacques Durant
- Julie-Anne Roth : Agnès Durant
- Albert Geffrier : Simon enfant
- Simon Susset : Thomas Durant enfant
- Vicki Andren : Madeleine Durant enfant
- Florence Muller : le commissaire Leroy

## Distinctions

### Récompenses
- Festival d'automne de Gardanne 2019 : Prix du public[2]
- Mon premier festival 2019 : Prix du public
- Festival de Brides-les-Bains 2019 : Prix du public

### Sélections
- Festival du film francophone d'Angoulême 2019
- Arras Film Festival 2019 : sélection en section Découvertes européennes
- Festival international du film fantastique de Gérardmer 2020 : hors compétition[3]

## Critiques
Le film reçoit des critiques mitigées mais assez satisfaisantes de la part de la presse et obtient une moyenne de 3,4/5 sur Allociné. 
L'Obs est plutôt conquis par ce film et dit que : « Pour un premier film, dans un genre si peu français – le merveilleux à la Spielberg –, ça ressemble à un coup de petit-maître. ».
Première a trouvé les acteurs très satisfaisants : « Parfaits d'ambivalence, Benjamin Voisin et Martin Karmann sont presque éclipsés par Camille Claris, la jeune femme par qui le romanesque arrive. ».